# The Malting Tower Dublin
The Malting Tower (Denkmalnummer: 3277), erbaut 1886, befindet sich am Grand Canal Quay 8. Ursprünglich diente der Komplex als Förderturm, heute beherbergt The Malting Tower ein Restaurant, Apartments und Büros.

## Geschichte
Die aus Werkstein im viktorianischen Stil gebaute Mälzerei mit ihrem fünfstöckigen Förderturm entlang des Gran Canal Quay, wurde 1886 gebaut. Sie wurde von der Familie Guinness in Auftrag gegeben, nachdem Brown’s Getreidemühle im Februar 1885 durch einen Brand komplett zerstört wurde. Im Jahr 1995 wurde der Förderturm von den Architekten T.J. Cullen and Co. umgebaut und aus seinem ursprünglichen Namen „The Malthouse“ wurde der neue Name „The Malting Tower“ geformt. Der Förderturm umfasst seit seinem Umbau zwei weitere angebaute Stöcke, sodass er auf eine Gesamtstockzahl von sieben kommt. Des Weiteren wurde ein komplett aus Glas bestehendes Treppenhaus plus Aufzug an die östliche Außenfassade angebaut, von dem aus alle Stockwerke zu erreichen sind.
Im Erdgeschoss befindet sich das italienische Restaurant „Osteria Lucio“. Im ersten bis zum fünften Stockwerk befinden sich diverse Büros. Die letzten beiden Stockwerke sind für die Wohnraumnutzung gedacht.